# Terminalia avicennioides
Terminalia avicennioides es una especie de árbol perteneciente a la familia de las combretáceas.

## Descripción
Es un arbusto que alcanza un tamaño de 2-4 m de altura, o árbol de 8-12 m de altura, con tronco corto y corteza gris áspera.

## Ecología
Se encuentra en la sabana; a veces muy abundante; en las bajas llanura de arena, tierra cultivada antigua; bosque seco con Anogeissus; a una altitud de 1600 metros en Camerún.

## Propiedades
Contiene castalagina y ácido flavogallonico dilactona son taninos hidrolizables que se encuentran en T. avicennoides.

## Taxonomía
Terminalia avicennioides fue descrita por Guill. & Perr. y publicado en Florae Senegambiae Tentamen 1: 277, t. 64 1832.
Etimología
Terminalia: nombre genérico que deriva su nombre del latín terminus, debido a que sus hojas están muy al final de las ramas.
avicennioides: epíteto latino compuesto que significa "parecido a Avicennia".